# Halosauropsis macrochir
Halosauropsis macrochir es un pez abisal que pertenece a la familia Halosauridae. Se encuentra en todos los océanos a profundidades de 1100 a 3500 metros.
Puede alcanzar una longitud total de al menos 76 centímetros (30 pulgadas) y un peso de más de 400 gramos (14 onzas). Esta especie puede vivir más de 30 años.
Fue reconocida por primera vez en 1878, por Albert Günther.

### Lectura recomendada
- Joseph S. Nelson: Fishes of the World. John Wiley & Sons, 2006, ISBN 0-471-25031-7.
- Bañon, R., D. Villegas-Ríos, A. Serrano, G. Mucientes and J.C. Arronte0 Marine fishes from Galicia (NW Spain): an updated checklist. Zootaxa 2667: 1-27. (Ref. 86578).
- Coad, B.W.0 Encyclopedia of Canadian fishes. Canadian Museum of Nature and Canadian Sportfishing Productions Inc. Singapore. Ref. 12204.
- Cohen, D.M., A.W. Ebeling, T. Iwamoto, S.B. McDowell, N.B. Marshall, D.E. Rosen, P. Sonoda, W.H. Weed III and L.P. Woods0 Fishes of the western North Atlantic. Part six. New Haven, Sears Found. Mar. Res., Yale Univ. (Ref. 37108).
- Doonan, I.J., M. Dunn and A.C. Hart0 Abundance estimates of orange roughy on the Northeastern and Eastern Chatham Rise, July 2007: wide-area trawl survey and hill acoustic survery (TAN0709). New Zealand Fisheries Assessment Report 2009/20. 41 p. (Ref. 87166).